# Penderecki: Concerto doppio per violino, viola ed orchestra, Concerto per viola (chitarra) ed orchestra, Concerto grosso no. 2 per 5 clarinetti ed orchestra
Penderecki: Concerto doppio (per violino, viola ed orchestra), Concerto (per viola (chitarra) ed orchestra), Concerto grosso no. 2 (per 5 clarinetti ed orchestra) albo Penderecki - Concertos Vol.7 – album z koncertami orkiestrowymi skomponowanymi przez Krzysztofa Pendereckiego (Koncert podwójny na altówkę i wiolonczelę oraz orkiestrę, Koncert altówkowy na gitarę i orkiestrę oraz Concerto Grosso nr 2 na trzy klarnety i dwa rożki basetowe oraz orkiestrę), w wykonaniu Polskiej Orkiestry Sinfonia Iuventus im. Jerzego Semkowa pod batutą samego kompozytora oraz Macieja Tworka, z udziałem instrumentalistów-solistów jak: Bartłomiej Nizioł, Katarzyna Budnik, Piotr Przedbora, Arkadiusz Adamski, Bartłomiej Dobrowolski, Agata Piątek, Tomasz Żymła i Andrzej Ciepliński. Płyta została wydana 31 grudnia 2018 przez DUX Recording Producers (nr kat. DUX 1537). To siódma część wydawniczej serii koncertów Pendereckiego. Nominacja do Fryderyka 2020 w kategorii Album Roku Muzyka Koncertująca.

## Lista utworów
| Penderecki – 2018 | Penderecki – 2018 | Penderecki – 2018 |
| Nr                | Tytuł utworu | Długość           |
| ----------------- | --- | ----------------- |
| 1.                | „Concerto doppio per violino, viola ed orchestra” (2012)                                                                            | 22:08             |
| 2.                | „Concerto per viola (chitarra) ed orchestra - I Lento” ((1983) (wersja na gitarę w opracowaniu Piotra Przedbory: 2018))             | 6:41              |
| 3.                | „Concerto per viola (chitarra) ed orchestra - II Vivace” ((1983) (wersja na gitarę w opracowaniu Piotra Przedbory: 2018))           | 3:24              |
| 4.                | „Concerto per viola (chitarra) ed orchestra - III Meno mosso” ((1983) (wersja na gitarę w opracowaniu Piotra Przedbory: 2018))      | 1:41              |
| 5.                | „Concerto per viola (chitarra) ed orchestra - IV Vivo” ((1983) (wersja na gitarę w opracowaniu Piotra Przedbory: 2018))             | 0:35              |
| 6.                | „Concerto per viola (chitarra) ed orchestra - V Tempo I” ((1983) (wersja na gitarę w opracowaniu Piotra Przedbory: 2018))           | 4:56              |
| 7.                | „Concerto per viola (chitarra) ed orchestra - VI Vivo” ((1983) (wersja na gitarę w opracowaniu Piotra Przedbory: 2018))             | 1:33              |
| 8.                | „Concerto per viola (chitarra) ed orchestra - VII Lento (Tempo I)” ((1983) (wersja na gitarę w opracowaniu Piotra Przedbory: 2018)) | 2:38              |
| 9.                | „Concerto grosso no. 2 per 5 clarinetti ed orchestra” (2004)                                                                        | 13:42             |
|                   | | 57:18             |

## Wykonawcy
- Polska Orkiestra Sinfonia Iuventus im. Jerzego Semkowa - orkiestra
- Krzysztof Penderecki - dyrygent
- Maciej Tworek - dyrygent
- Bartłomiej Nizioł - skrzypce
- Katarzyna Budnik-Gałązka - altówka
- Piotr Przedbora - gitara
- Arkadiusz Adamski - klarnet
- Bartłomiej Dobrowolski - klarnet
- Agata Piątek - klarnet
- Tomasz Żymła - klarnet basowy, rożek basetowy
- Andrzej Ciepliński - rożek basetowy